# Вильялобос, Роландо
Роландо Вильялобос Чакон (исп. Rolando Villalobos Chacón; 25 июля 1953, Сан-Хосе, Коста-Рика) — коста-риканский футболист и тренер.

## Карьера
В качестве игрока выступал за ряд ведущих костариканских команд, в том числе за «Алахуэленсе» и «Саприссу». На протяжении нескольких лет вызывался в сборную своей страны.
После завершения карьеру перешел на тренерскую работу. В 1990 году был помощником у Боры Милутиновича в сборной Коста-Рики на ЧМ-1990 в Италии, затем дважды самостоятельно возглавлял национальную команду. Занимал руководящие должности в клубах «Картахинес», «Пунтаренас» и «Эредиано» (помощник Хафета Сото и Пауло Ванчопе).

## Достижения

### Футболиста
- Чемпион Коста-Рики (3): 1971, 1982, 1988.
- Обладатель Кубка Коста-Рики (2): 1974, 1977.

### Тренера
- Обладатель Кубка наций Центральной Америки (1): 1991.

## Семья
Был дважды женат. У Вильялобоса пятеро детей. Сын Вальтер профессионально играл в футбол.